# Tadej Pišek
Tadej Pišek, slovenski igralec, * 26. oktober 1988, Ljubljana
Na AGRFT je diplomiral iz igralstva. Bil je član SSG Trst.

## Zasebno
S partnerko ima sina.

## Film in televizija
- Med staro šaro (Viki, lastnik starinarnice) (2023)
- Reka ljubezni (Rok Slak, mizar) (2017/2018)
- Usodno vino (Alex, prijatelj Erika Habijana) (2017)
- Pozabljeni zaklad (Srček, vodja gange Žabarji) (2002)

## Nagrade in priznanja
- 2021: Valvasorjeva nagrada za stalno razstavo Koncentracijsko taborišče Ljubelj/Mauthausen 1943–1945 v Tržiškem muzeju (Muzej novejše zgodovine Slovenije, Tržiški muzej) - kot del ekipe. Pri projektu je sodeloval s svojim zavodom Godot.[3]